# 158520 Ricardoferreira
Ricardoferreira (asteroide 158520, com a designação provisória 2002 FR1) é um asteroide da cintura principal. Possui um período orbital de 4,40 anos e uma inclinação de 28,9º.

## Descoberta
Este asteroide foi descoberto em 9 de janeiro de 2002 por Paulo Holvorcem e Charles Jules. Originalmente denominado 2002 FR1, recebeu a denominação definitiva em homenagem ao químico brasileiro Ricardo de Carvalho Ferreira.